# Trichoniscoides serrai
Trichoniscoides serrai är en kräftdjursart som beskrevs av Cruz 1993. Trichoniscoides serrai ingår i släktet Trichoniscoides och familjen Trichoniscidae. Inga underarter finns listade i Catalogue of Life.